# Пасічник Василь Васильович
Василь Васильович Пасічник (нар. 25 квітня 1959, Київська область) — український правник. Заступник голови НБУ у 2009-2011, голова адміністративної ради Фонду гарантування вкладів фізичних осіб у 2006—2009, директор-розпорядник фонду гарантування вкладів фізичних осіб у 2010—2011 і з березня до жовтня 2014 року, заслужений юрист України, кавалер Ордена «За заслуги» ІІІ ступеня.

## Біографія
Народився 25 квітня 1959 р. у с. Токарівка Сквирського району Київської області. У 1976 р. з золотою медаллю закінчив Сквирську середню школу № 1 і розпочав трудову діяльність учнем токаря-автоматника на київському заводі «Радіоприлад» ім. С. П. Корольова.
1977—1979 — строкова служба в армії.
1979—1984 — навчався на юридичному факультеті Київського державного університету ім. Т. Г. Шевченка за спеціальністю Правознавство". 2003 — здобув економічну освіту в Українській академії банківської справи за спеціальністю «Банківська справа». Після отримання диплома юриста працював на різних посадах в органах прокуратури: слідчий, старший слідчий прокуратури Жовтневого району м. Жданова (нині Маріуполь) (1984—1990), помічник прокурора області, прокурор слідчого управління прокуратури Донецької області. З 1990 р. на Київщині: прокурор у відділах прокуратури Київської області, заступник прокурора Прип'ятської спеціальної прокуратури, наглядав за дотриманням законності у Чорнобильській зоні.
В подальшому був переведений на роботу до Генеральної прокуратури України, де на посадах прокурора, старшого прокурора управління загального нагляду здійснював нагляд за дотриманням законів місцевими радами народних депутатів та органами виконавчої влади (1992—1993).

## Кар'єра
У 1993 р. був запрошений на роботу до Національного банку України і приступив до організації юридичної служби, упорядкування та створення нормативно-правової бази.
У 2000 р. очолив юридичний департамент, а через деякий час був призначений членом Правління НБУ. Забезпечував реалізацію Національним банком права законодавчої ініціативи, а також особисто був співавтором понад 20 законопроектів.
На початку 2009 р. призначений виконавчим директором з питань банківського регулювання та нагляду НБУ, забезпечував оперативне прийняття необхідних рішень, спрямованих на угамування паніки населення щодо невиплати банками депозитних вкладів, порятунок банківської системи, забезпечення виконання банками безперебійних платежів в економіці у складних кризових умовах. Цього ж року був призначений заступником Голови НБУ і на цій посаді продовжував керувати банківським наглядом. Протягом низки років був членом адміністративної ради Фонду гарантування вкладів фізичних осіб, а в 2006—2009 рр. очолював її.
З липня 2010 по листопад 2011 року — директор-розпорядник Фонду гарантування вкладів фізичних осіб, продовжив роботу з реформування системи гарантування вкладів України. Перед тим брав участь у підготовці Указу Президента України «Про заходи щодо захисту прав фізичних осіб — вкладників комерційних банків України» у 1998 р. і у підготовці Закону України «Про Фонд гарантування вкладів фізичних осіб».
З грудня 2011 по березень 2014 — виконавчий директор ПАТ "Банк «Київська Русь».
З 27 березня до 3 жовтня 2014 — директор-розпорядник Фонду гарантування вкладів фізичних осіб.
З жовтня 2014 до червня 2015 року — перший заступник голови Фонду гарантування вкладів фізичних осіб.

## Громадська діяльність
Засновник та член керівних органів Асоціації юристів у галузі фінансового і банківського права, засновник Інституту економічних досліджень та політичних консультацій, співавтор коментаря до Закону України «Про банки і банківську діяльність», співавтор підручника «Банківське право» під загальною редакцією проф. А. О. Селіванова, арбітр Міжнародного комерційного арбітражного суду при Торгово-промисловій палаті України.